# Plinia silvestris
Plinia silvestris là một loài thực vật có hoa trong Họ Đào kim nương. Loài này được (Vell.) Mattos mô tả khoa học đầu tiên năm 1993.